# Agustín Alayes
Agustín Alayes (La Plata, 22 de julho de 1978) é um ex-futebolista argentino que jogava como zagueiro. Passou a maior parte de sua carreira no Estudiantes, clube de sua cidade natal. Hoje, atua como diretor esportivo no clube.

## Títulos
Estudiantes
- Campeonato Argentino: 2006–07 (Apertura) [3]
- Copa Libertadores da América: 2009 [2]

River Plate
- Primera B Nacional: 2011–12 [2]